# Indicatifs régionaux 351 et 978

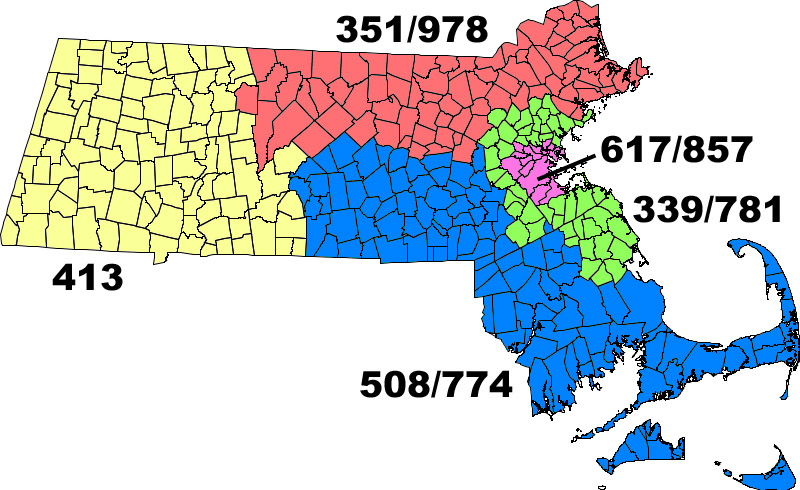
Carte de l'État du Massachusetts avec les territoires de ses indicatifs régionaux. Les indicatifs régionaux 351 et 978 sont en rouge.

Les indicatifs régionaux 351 et 978 sont des indicatifs téléphoniques régionaux de l'État du Massachusetts aux États-Unis. Ces indicatifs couvrent un territoire situé au nord de l'État.
La carte ci-contre indique en rouge le territoire couvert par les indicatifs 351 et 978.
Les indicatifs régionaux 351 et 978 font partie du Plan de numérotation nord-américain.

## Source
- (en) Cet article est partiellement ou en totalité issu de l’article de Wikipédia en anglais intitulé « Area codes 978 and 351 » (voir la liste des auteurs).